# Duello sulla Sierra Madre
Duello sulla Sierra Madre (Second Chance) è un film del 1953 diretto da Rudolph Maté.

## Trama
Un allibratore illegale viene affrontato e ucciso con arma da fuoco dal killer Cappy Gordon, per ordine del noto gangster Vic Spilato, che è normalmente sotto inchiesta da parte del Senato degli Stati Uniti. Cappy quindi si dirige a San Cristóbal, un'animata città in un paese del Sudamerica non specificato, per terminare l'incarico di Spilato uccidendo l'ex amica del suo mandante, la cantante Clare Shepperd, che sta cercando di sfuggire allo stesso Spilato.
Nel frattempo, Russ Lambert, un pugile americano, è diretto anch'egli a San Cristóbal per dimenticare di aver accidentalmente e involontariamente ucciso sul ring il suo avversario.
Lambert si prepara a incontrare uno sfidante locale di nome Rivera. Contemporaneamente Clare, sotto lo pseudonimo di "Clare Sinclair", cerca il titolare di un bar di nome Felipe, che era stato una volta collegato con il suo ex, un gangster, cui vende un costoso paio di orecchini. 
Clare guarda come Lambert batte sul ring Rivera e si trova attratta da Lambert, benché ella abbia sbagliato scommettendo su Rivera. Subito dopo la caccia di Cappy a Clare termina ed egli esprime il suo amore per lei, promettendo di risparmiare la sua vita, se lei si metterà con lui.
Invece, Clare va al bar di Felipe e minaccia di esporre il proprietario a Cappy, a meno che Felipe persuada Lambert a incontrarla nell'isolato luogo di Posado de Don Pascual. Felipe così fa e Clare e Lambert vi si incontrano, tentando di dar inizio a una relazione romantica, sebbene Clare non parli a Lambert del suo tempestoso passato.
Clare e Lambert prendono una funivia per La Cumbre ("The Summit"), un idillico ma quasi completamente isolato villaggio di montagna, e godono di una passeggiata attraverso il paese, ignari che Cappy li sta cercando. Essi guardano una sessualmente provocante danza, eseguita da una coppia di giovani; l'ex marito di lei, Vasco (Rodolfo Hoyos Jr.), la trascina fuori in un impeto di gelosia, la uccide e viene per questo arrestato. Sconvolti dall'accaduto, Clare e Lambert si dirigono in un hotel, dove trascorrono la notte, poiché la funivia non fa servizio notturno e non vi è altro modo di arrivare a o partire da La Cumbre. Lambert e Clare si baciano e Lambert rivela di essere a conoscenza della storia di lei con Spilato.
Mentre Clare è sola nell'hotel, Cappy irrompe violentemente nella sua stanza e le fa promettere d'incontrarlo più tardi sulla funivia, dove, egli sostiene, loro si troveranno e se ne andranno insieme, altrimenti lui ucciderà Lambert. 
Nel bar dell'hotel Lambert viene presentato al superficialmente amichevole Cappy, che nell'hotel usa lo pseudonimo di "Mr. Walters". Per salvare Lambert, Clare lo sfugge e va alla funivia ma Lambert, trovando vuota la sua stanza, la segue e prende la funivia appena in tempo. La funivia viene anche utilizzata dalla polizia per trasportare Vasco, il marito assassino della precedente notte, diretti a San Cristóbal. Durante il viaggio Clare sostiene semplicemente di aver cambiato idea e voler finirla con Lambert sebbene quest'ultimo non le creda. 
Ad una fermata intermedia sulla montagna Cappy sta aspettando e minaccia nuovamente Clare che sembra di stare per buttarsi giù dalla montagna ma sviene. Ella viene riportata a bordo da Lambert e tutti loro continuano il viaggio in funivia. 
In alto sopra un profondo abisso, uno dei due cavi principali improvvisamente si spezza a metà del tragitto, facendo traballare la cabina fino a fermarla e facendo precipitare il tecnico della funivia, che muore per la caduta. Clare, Lambert, Cappy, Vasco e molti altri passeggeri sono lasciati bloccati a mezz'aria e il cavo rimanente della cabina incomincia a logorarsi, minacciando di mandarli tutti al creatore. C’è la possibilità che uno dei passeggeri possa dondolarsi dalla corda fino alle rocce vicine e quindi correre in basso nella città di La Cumbre per far mandare due cabine di emergenza. Queste cabine, che sono molto più piccole di quella principale, possono essere guidate fino a giungere a fianco della cabina principale, ma esse possono portare un carico minore: infatti il conduttore calcola che tre passeggeri dovranno essere lasciati indietro e sicuramente moriranno quando si romperà il secondo cavo, probabilmente nei prossimi minuti. 
I volontari di Vasco e l'ufficiale di polizia che lo scorta gli permettono di farlo poiché il suo giovane figlio è nella cabina. Vasco, comunque, sbatte sulle rocce troppo forte e muore. Lambert e i volontari, al successivo tentativo, hanno successo. Egli ritorna con la prima delle due cabine di emergenza, ma, prima che Clare e altri salgano a bordo, Cappy improvvisamente sottrae a un poliziotto la sua rivoltella e ferisce il poliziotto. Egli quindi tenta di salire sulla cabina, lui solo con Clare, ma Lambert lo attacca. Cappy e Lambert lottano finché, finalmente, uno dei pugni da esperto di Lambert manda Cappy a morire sulla ringhiera. I rimanenti passeggeri salgono sulle due cabine di emergenza e se ne vanno secondi prima che il cavo si spezzi lasciando che la cabina principale precipiti nel vuoto.

## Produzione
Il film fu interamente girato in Messico, tra cui Cuernavaca e Taxco de Alarcón.